# シーモア・M・リプセット
シーモア（セイモア）・マーティン・リプセット（英: Seymour Martin Lipset、1922年3月18日 - 2006年12月31日）は、アメリカ合衆国の社会学者、政治学者。専門は政治社会学。

## 経歴
1922年、ニューヨーク生まれ。ニューヨーク市立大学シティカレッジ卒業後、コロンビア大学で博士号取得。スタンフォード大学、ハーヴァード大学、コロンビア大学、トロント大学などで教鞭をとる。1981年から1982年にかけてアメリカ政治学会会長を務めた。スタイン・ロッカンと共に政党システムにおける凍結仮説の提唱を行ったこと、経済発展は中間層を形成し、政治の民主化をもたらすとした「リプセット命題」で知られる。

## 日本語訳された著作

### 単著
- 『政治のなかの人間――ポリティカル・マン』（東京創元新社、1963年）
- 『国民形成の歴史社会学――最初の新興国家』（未來社、1971年）
- 『革命と反革命――歴史の断絶と連続性を考察した《国際比較研究》』（サイマル出版会、1972年）
- 『アメリカ例外論――日欧とも異質な超大国の論理とは』（明石書店、1999年）

### 共著
- （アレン・バートン、ジャン・リンツ）『投票の心理――政治行動の一分析』（みすず書房、1957年）
- （R・ベンディクス(Reinhard Bendix)）『産業社会の構造――社会的移動の比較分析』（サイマル出版会、1969年）
- （E・C・ラッド）『ひび割れた大学――大学知識人と政治的志向』（東京創元社、1980年）

### 編著
- 『学生と政治』（未來社、1969年）
- 『現代政治学の基礎』（東京大学出版会、1973年）